# 페테르스윗수염박쥐
페테르스윗수염박쥐(Myotis ater)는 애기박쥐과 윗수염박쥐속에 속하는 박쥐이다. 인도네시아와 말레이시아, 태국, 베트남, 필리핀에서 발견된다. 정확한 분포 지역은 불확실하고, 일부 다른 윗수염박쥐속의 종들과 구별하기 어렵다.